# Сулими (Новосанжарська селищна громада)
Сулими́ —  село в Україні, у Новосанжарській селищній громаді Полтавського району Полтавської області. Населення становить 13 осіб. До 2020 орган місцевого самоврядування — Великокобелячківська сільська рада.

## Географія
Село Сулими знаходиться між річками Малий Кобелячок і Великий Кобелячок, на відстані 1 км від села Дрижина Гребля та за 1,5 км від сіл Великий Кобелячок, Шовкопляси та Козуби.

## Історія
12 червня 2020 року, відповідно до розпорядження Кабінету Міністрів України № 721-р «Про визначення адміністративних центрів та затвердження територій територіальних громад Полтавської області», село увійшло до складу Новосанжарської селищної громади.
19 липня 2020 року, в результаті адміністративно - територіальної реформи та ліквідації Новосанжарського району, село увійшло до складу новоутвореного Полтавського району Полтавської області.